# Bevölkerung Maltas
Die Einwohnerzahl Maltas beträgt ca. 519.562 (Stand: 2021).

## Bevölkerungsdichte
Da die Fläche Maltas relativ gering ist, ergibt sich eine sehr hohe Bevölkerungsdichte von etwa 1298 Einwohnern pro Quadratkilometer. Damit hat Malta die fünfthöchste Bevölkerungsdichte der Welt und die dritthöchste Europas. Geschätzte 94 % der Menschen leben in Städten, nur 6 % leben auf dem Land. Das Bevölkerungswachstum Maltas beträgt etwa 0,31 % pro Jahr.
Gozo hat etwa 30.000 Einwohner, Comino hat fünf permanente Bewohner. Auf Comino leben im Sommer zusätzlich ein Pächterehepaar der Hotelanlage, ein Polizist und einige wenige Bauern, während der Saison außerdem Touristen, die die Abgeschiedenheit lieben.

## Bevölkerungsentwicklung 1842–2011

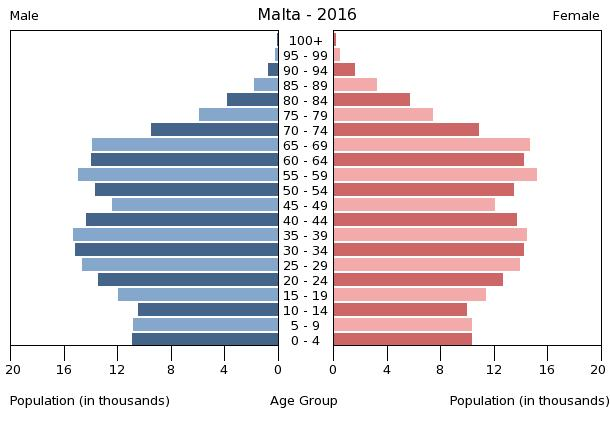
Bevölkerungspyramide Malta 2016

Die Bevölkerung Maltas und Gozos entwickelte sich im Zeitraum von 1842 bis 2011 wie folgt:
| Jahr | Malta   | Gozo und Comino | Gesamtbevölkerung |
| ---- | ------- | --------------- | ----------------- |
| 1842 | 101.513 | 14.416          | 115.929           |
| 1851 | 108.833 | 14.663          | 123.496           |
| 1861 | 118.596 | 15.459          | 134.055           |
| 1871 | 124.384 | 17.391          | 141.775           |
| 1881 | 132.129 | 17.653          | 149.782           |
| 1891 | 146.484 | 18.553          | 165.037           |
| 1901 | 164.952 | 19.790          | 184.742           |
| 1911 | 188.869 | 22.695          | 211.564           |
| 1921 | 189.697 | 22.561          | 212.258           |
| 1931 | 217.784 | 23.837          | 241.621           |
| 1948 | 278.311 | 27.680          | 305.991           |
| 1957 | 292.019 | 27.601          | 319.620           |
| 1967 | 288.238 | 25.978          | 314.216           |
| 1985 | 319.736 | 25.682          | 345.418           |
| 1995 | 349.106 | 29.026          | 378.132           |
| 2005 | 373.955 | 31.007          | 404.962           |
| 2011 | 386.057 | 31.375          | 417.432           |

## Bevölkerungsstruktur
Die maltesische Bevölkerung ist stark gemischt und geht auf verschiedene Einwanderungswellen zurück. Nach Einwanderern kaum bestimmbarer Herkunft in vorgeschichtlicher Zeit besiedelten Phönizier, Griechen, Römer, Araber, Sizilianer und Normannen die Inselgruppe. All diese Einwanderer verschmolzen jedoch im Laufe des Mittelalters zu einer recht homogenen Bevölkerung. Circa 1,8 % der auf Malta lebenden Menschen sind anderer Nationalität, diese Bevölkerung besteht besonders aus Briten, Arabern, Italienern, Indern, Syrern, Deutschen und Griechen. Aber auch über 400.000 Malteser leben im Ausland (meist in Großbritannien oder Italien).

## Die maltesische Sprache
Hauptartikel: Maltesische Sprache
Die maltesische Sprache ist aus einem maghrebinischen Dialekt des Arabischen entstanden. Es handelt sich also um eine semitische Sprache. Sie ist aber durch die schon erwähnten Einwanderungswellen mit vielen Fremdwörtern durchsetzt, vor allem mit Wörtern aus dem Italienischen. In Europa stellt Malta damit eine Besonderheit dar, da die meisten Sprachen in Europa indogermanischen Ursprungs sind. So kommt es, dass die katholischen Malteser zu Allah beten. Des Weiteren spricht fast jeder Malteser auch Englisch, ein Vermächtnis aus der britischen Kolonialzeit, die erst 1964 endete. Es sei aber darauf hingewiesen, dass sich die Malteser untereinander in ihrer eigenen Sprache, dem Maltesischen, unterhalten und auch sie Englisch erst als Fremdsprache erlernen müssen.

## Der maltesische Alltag
Wie die Bewohner der anderen Mittelmeerländer halten auch die meisten Malteser der Hitze geschuldet nachmittags Siesta. Diese beginnt nach dem Mittagessen und dauert zwei bis drei Stunden. In dieser Zeit bleibt die Mehrzahl der Geschäfte geschlossen. Nach dem Abendessen ist bei der einheimischen Bevölkerung ein Abendspaziergang üblich.

## Kleidung
Die Einstellung zur Kleidung ist aufgrund der starken katholischen Prägung weniger liberal als in anderen europäischen Ländern. Baden oder Sonnenbaden ohne Kleidung ist gesetzlich verboten. Wie in den meisten katholischen Ländern erregt das Tragen von Miniröcken, Shorts oder schulterfreien Kleidungsstücken in Kirchen Anstoß.

## Bilder von Maltesern

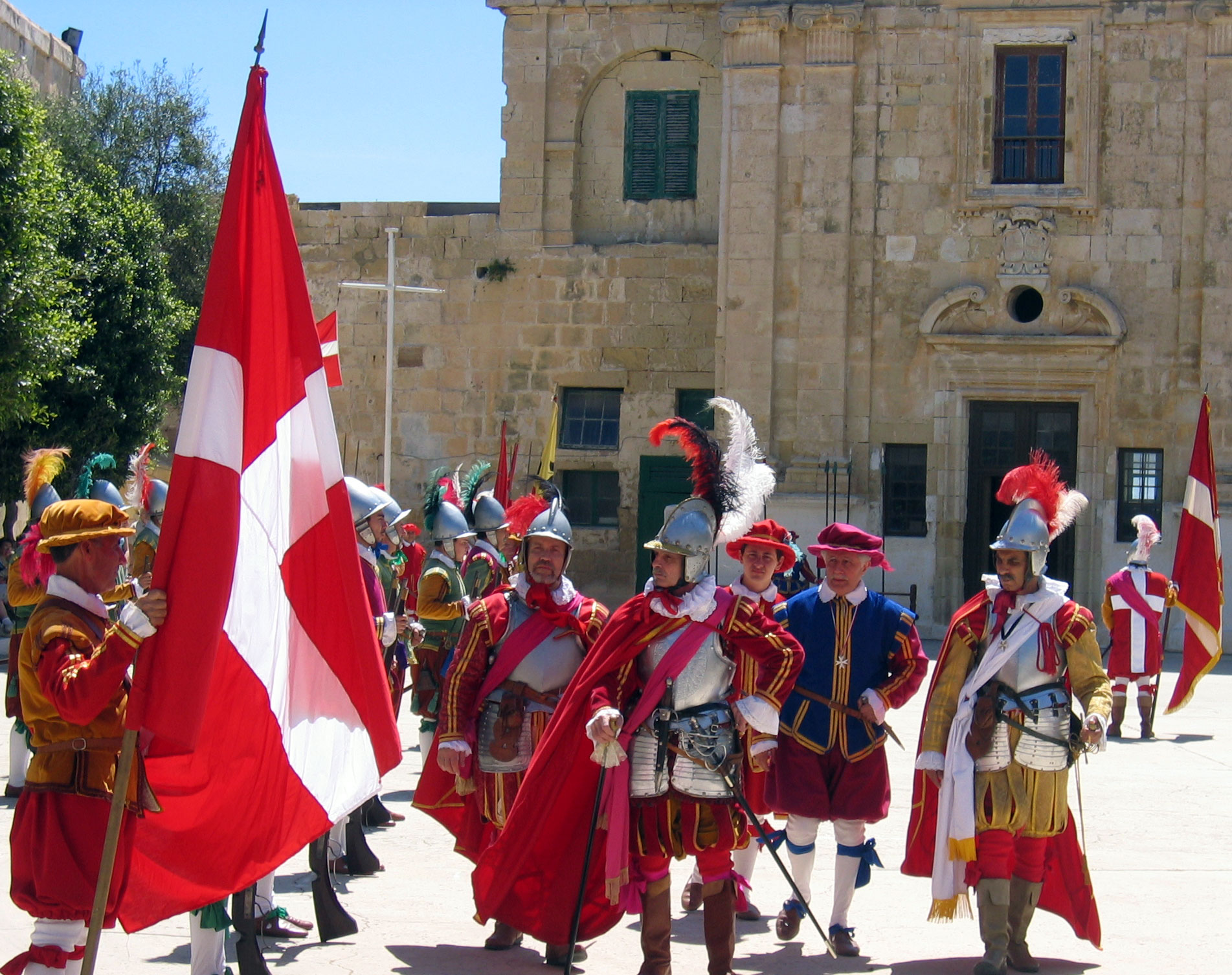
Darstellung des maltesischen Militärs im 16. Jahrhundert. Fort Saint Elmo, Valletta, Malta, 8. Mai 2005.
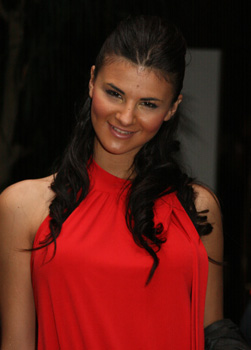
Miss Malta 2007 – Stephanie Zammit in Miss World 2007, Sanya, China
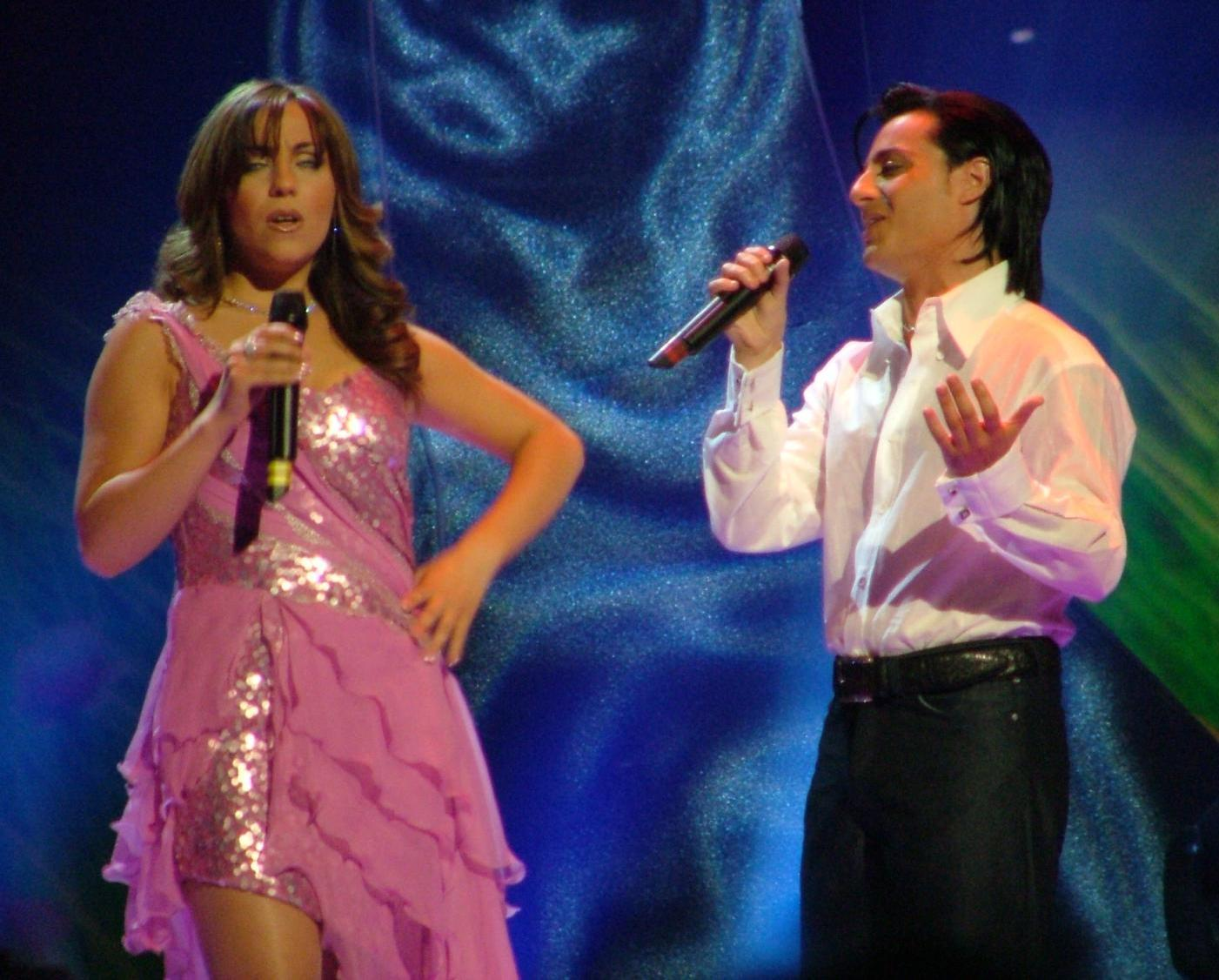
Julie Zhara und Ludwig Galea aus Malta beim Eurovision Song Contest 2004 in Istanbul
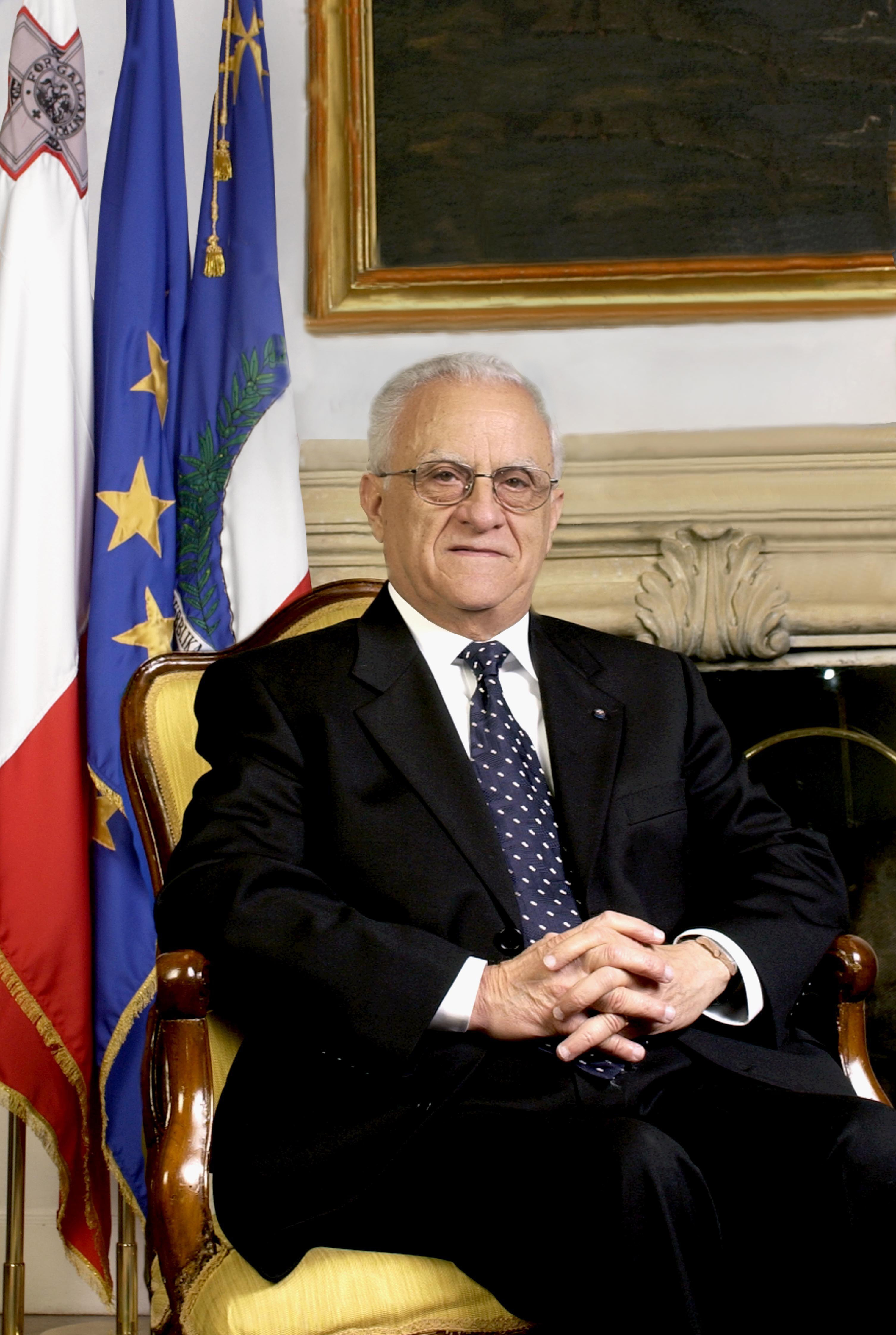
Edward Fenech Adami, der Präsident von Malta von 2004 bis 2009
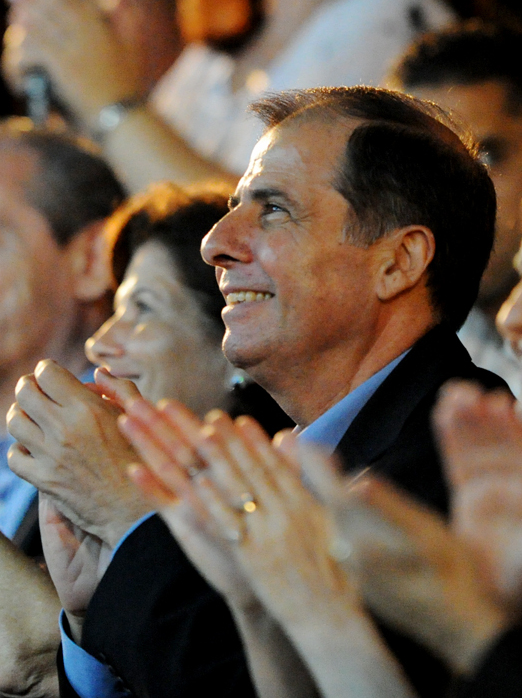
George Abela, der Präsident von Malta von 2009 bis 2014
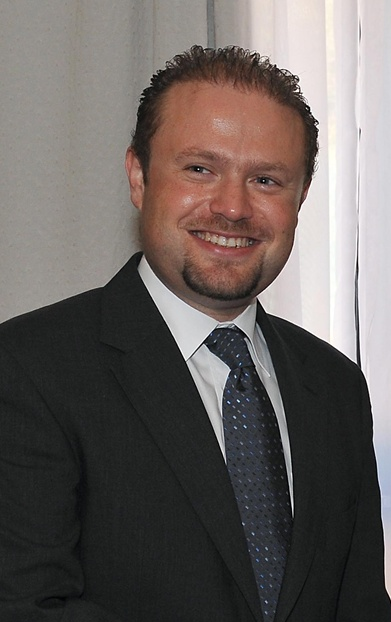
Joseph Muscat, Premierminister von Malta von 2013 bis 2020